# アエミリウス・パーピニアーヌス
アエミリウス・パーピニアーヌス（Aemilius Papinianus、142年? - 212年） は、古代ローマの法学者。

## 人物
その生涯の詳細は定かでない。エメサ出身とされる。クィントゥス・ケルウィディウス・スカエウォラの弟子。212年カラカラ帝から弟の共同皇帝ゲタの殺害を法的に正当化せよとの命に逆らって処刑された。著書に抽象度の高い綱要である『定義録』、実務上の難問を扱う『解答録』がある。弟子にドミティウス・ウルピアーヌス、ユーリウス・パウルスがいる。
426年の引用法（レキス・キタチオニス）によって特別な権威とされた5名の法学者（ガーイウス、ウルピアーヌス、パウルス、モデスティーヌス）と並ぶ1人とされている。